# Cerkev svetega Mihaela, Novo mesto
Cerkev sv. Mihaela v Šmihelu v Novem mestu je župnijska cerkev Župnije Novo mesto - Šmihel, posvečena nadangelu sv. Mihaelu. Cerkev se prvič omenja leta 1296, cerkvena stavba pa šele leta 1495. Leta 1653 je bil posvečen nov prezbiterij, leta 1730 pa so pozidali zvonik.
Cerkev stoji sredi nekdanjega pokopališča na vzpetini nad potokom Težka voda, na vzhodnem robu nekdaj samostojnega naselja Šmihel. V bližini je stavba bivšega samostana, v kateri danes domuje Zavod Friderik Irenej Baraga. 
Na pokopališču pri tej cerkvi je pokopana tudi Julija Primic, ki je umrla v bližnjem dvorcu Neuhof.